# 法比奥·卡佩罗
法比奥·卡佩罗（義大利語：Fabio Capello，1946年6月18日—），生於意大利的戈里齊亞省（Gorizia），前尤文图斯及AC米蘭球星；世界知名足球教練，他是AC米蘭1990年代巔峰時期的功勛教練之一；亦曾執教過多家頂級球會，如意大利的尤文图斯以及西班牙球會皇家馬德里，更帶領羅馬贏得意甲冠軍。

## 生平

### 球員
卡比路在球員時代已在多家意甲上游球會效力，包括羅馬、尤文图斯和AC米蘭，也曾隨國家隊出席於德國舉行之1974年世界杯。

### 教練

#### 意甲
但其真正踏入人生頂峰，則是在退役後轉任教練之時期。卡比路執教過多家意甲球會，由實力較次的羅馬，以至頂級的AC米蘭、尤文图斯等大球會。此外他還兩度執教西甲球會皇家馬德里。
卡比路是歐洲球壇歷來最成功的領隊之一，其執教風格是注重紀律，著重防守戰術。他在執教AC米蘭六年裡四奪意甲冠軍，更在1991/1993创出联赛58场不败纪录，1993/1994欧联决赛AC米蘭4:0击败巴塞隆拿带领AC米兰第5次夺欧洲冠军杯；首次執教皇家馬德里就得到西甲冠軍。返回意大利後轉至羅馬5年，在2001年得到意甲冠軍。2004年，卡比路成為尤文图斯的領隊，又再奪得意甲冠軍。

#### 皇家馬德里
2006年意甲醜聞尤文图斯降級，卡比路隨即辭職，數日後宣布重返皇馬執教。期間以整頓紀律、注重防守為大前提。由於卡比路嚴厲管治措施跟球隊內部文化有所矛盾，只執教了一季已跟球隊多名球星不和。他曾批評的專業操守已到無藥可救的地步；亦曾「雪藏」英格蘭隊長貝克漢。而其防守打法使球隊入球量大降，令球迷有所微言，最終雖然協助皇家馬德里重奪失落三屆的西甲聯賽冠軍，但卡比路最後還是被迫辭職。

#### 英格蘭
2007年英格蘭代表隊在歐洲盃外圍賽遭遇失利，不能參賽2008年歐洲國家盃。英格蘭足總於2007年12月14日正式公布卡比路成為新一任英格蘭領隊，簽訂了四年半合約。
卡比路治理英格蘭間，協助英格蘭出戰2010年南非世界盃。但在決賽週第一場分組賽遇上英格蘭門將失誤，導致只能打平；之後表現越發低迷，最後在十六強以1-4大敗予宿敵德國隊。此後卡比路受到英國各界猛然抨擊。雖然仍能協助英格蘭參賽2012年歐洲國家盃，但卻與英足總不和，最後英格兰足总于2012年2月8日，在官方网站上宣布，卡佩罗辞去主教练职务。

## 教練榮譽
AC米蘭
- 意大利甲级足球联赛冠軍：1991/92年, 1992/93年, 1993/94年, 1995/96年
- 意大利超級盃冠軍：：1992年, 1993年, 1994年
- 歐洲聯賽冠軍盃冠軍 ：1994年
- 欧洲超级盃冠軍 ：1994年

 皇家馬德里
- 西班牙甲级足球联赛冠軍 ：1996/97年, 2006/07年

 羅馬
- 意大利甲级足球联赛冠軍：2000/01年
- 意大利超級盃冠軍：：2001年

 祖雲達斯
- 意大利甲级足球联赛冠軍：2004/05年, 2005/06年（该两次冠军因電話門事件被褫奪）